# Русаки (Витебский район)
Русаки (белор. Русакі) — деревня в Новкинском сельсовете, в Витебском районе. В 16 км к югу от Витебска. Расположена на правом берегу ручья Русаковка. По официальным данным, на 2024 год проживает 28 человек.
На территории деревни находится филиал ООО "Рудаково".

## История
В конце XVI — начале XVII века современная территория деревни Русаки входила в имение «Городня» шляхтичей Бальцеровичей.
В 1775 году, деревня Русаки, входившая в имение Городня, принадлежало Феофилу Могучему.
На правом берегу ручья Городня, устье которого начинается в озере Городно, стоит деревня Русаки, на противоположном (левом) деревня Сосновка.
С 1929 года, деревни Русаки, Сосновка, Поддубляне вошли в колхоз «Сосновка».
В 1941 году 8 дворов, 40 жителей.
С 1942 года размещалась артиллерийская группа Вермахта. Численность гарнизона доходила до 2 тыс. человек (в деревнях Сосновка, Русаки), связано было с удобным местоположением деревень, К северу от деревни Русаки располагается холм, а к юго-востоку от деревни протекает река Лучоса.
В 1944 году, советская армия и партизанский отряд Алексея Данукалова освободили деревню Русаки от немецко-фашистских захватчиков. К 10 километрам на север от Русаков образовался немецкий котёл.
После войны открыта ферма (филиал «Рудаково»).
16 июля 1954 года центр сельсовета перенесен в деревню Русаки и сельсовет переименован в Русаковский.
22 декабря 1960 года Русаковский сельсовет был упразднен, его территория вошла в состав новообразованного Новкинского сельсовета.
В 1980-е годы, железнодорожная станция Русаки закрыта и разобрана.
В 1990 году, деревня Русаки присоединена к деревне Сосновка, а на территории бывшей деревни появилась улица Октябрьская, ставшая самой большой по длине в Сосновке (1873 метра).
По переписи 2009 года проживало 65 человек.
В 2024 году в Русаках проживает 28 человек в 45 дворах.
Сейчас в деревне Русаки действует совхоз «Рудаково», водонапорная башня. В 20 метрах от начала деревни протекает ручей «Русаковка», а к 70 метрам на север, стоит бывшая, уже заброшенная, электростанция. К северу от деревни, на холме Поганка, находится песчаный карьер.

## Галерея
- Дуб, в центре деревни Русаки, был посажен приблизительно в 1800-м году.

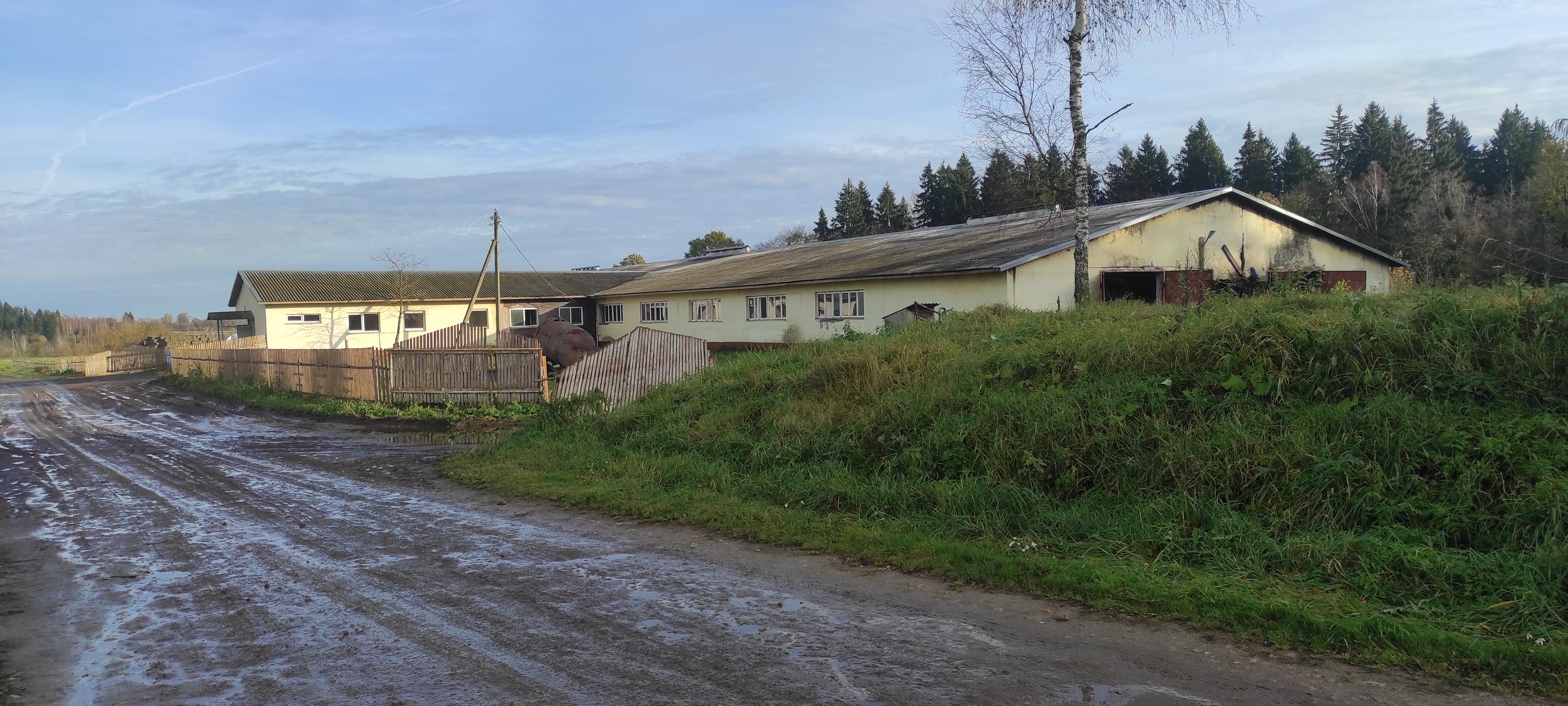
Ручей Русаковка (ранее ручей Городно), устье которого находится в озере Городно. На левом берегу стоит деревня Сосновка, на правом Русаки.
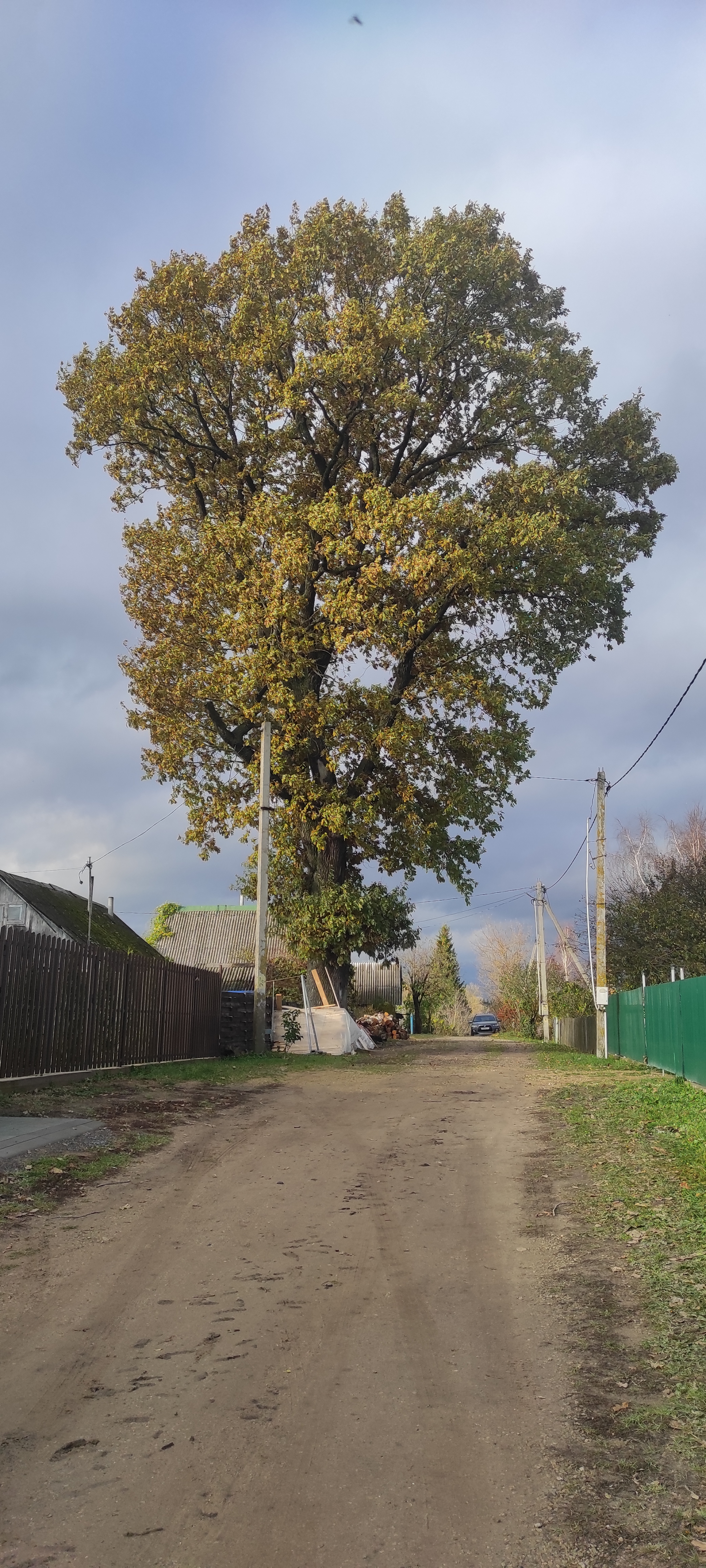
Дуб, в центре деревни Русаки, был посажен приблизительно в 1800-м году.
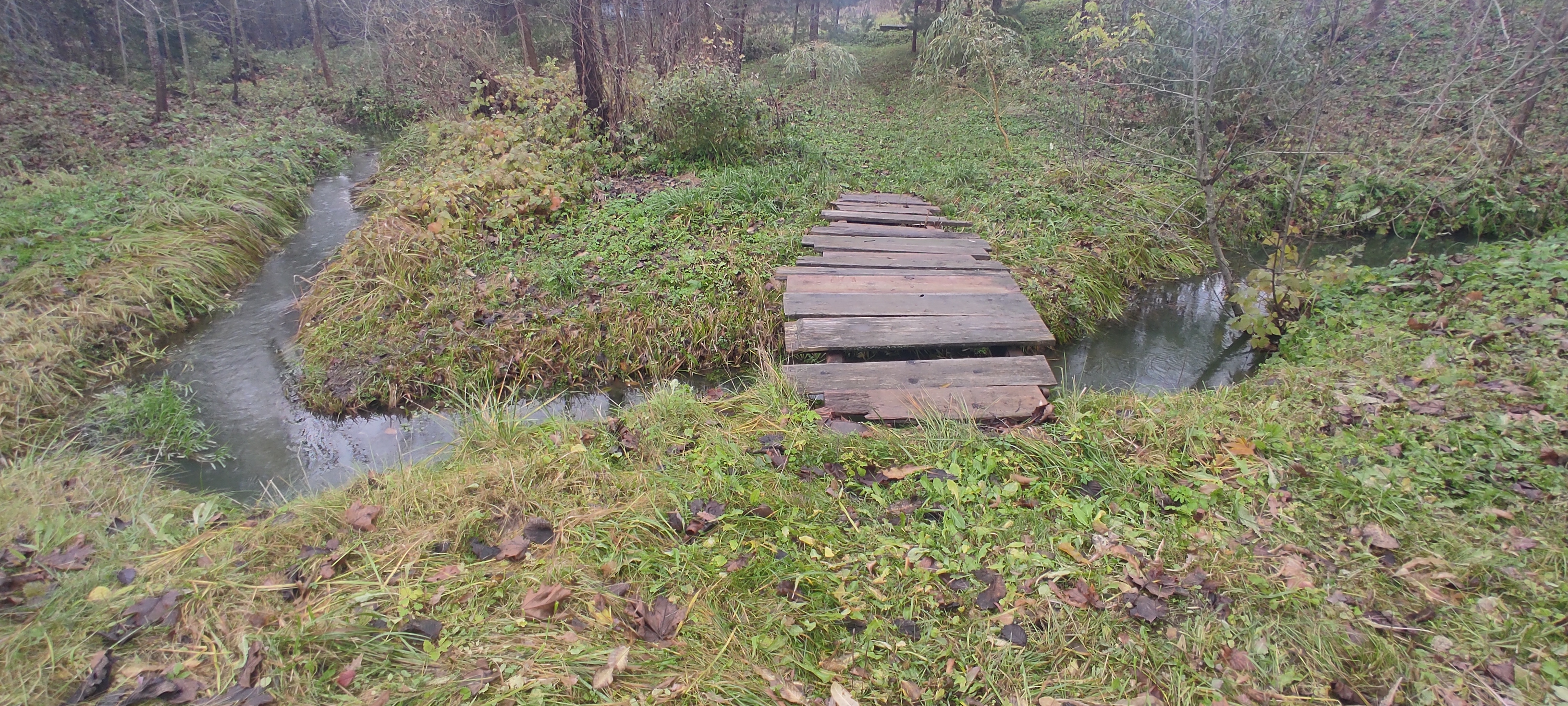
Ручей Русаковка (ранее ручей Городно), устье которого находится в озере Городно. На левом берегу стоит деревня Сосновка, на правом Русаки.
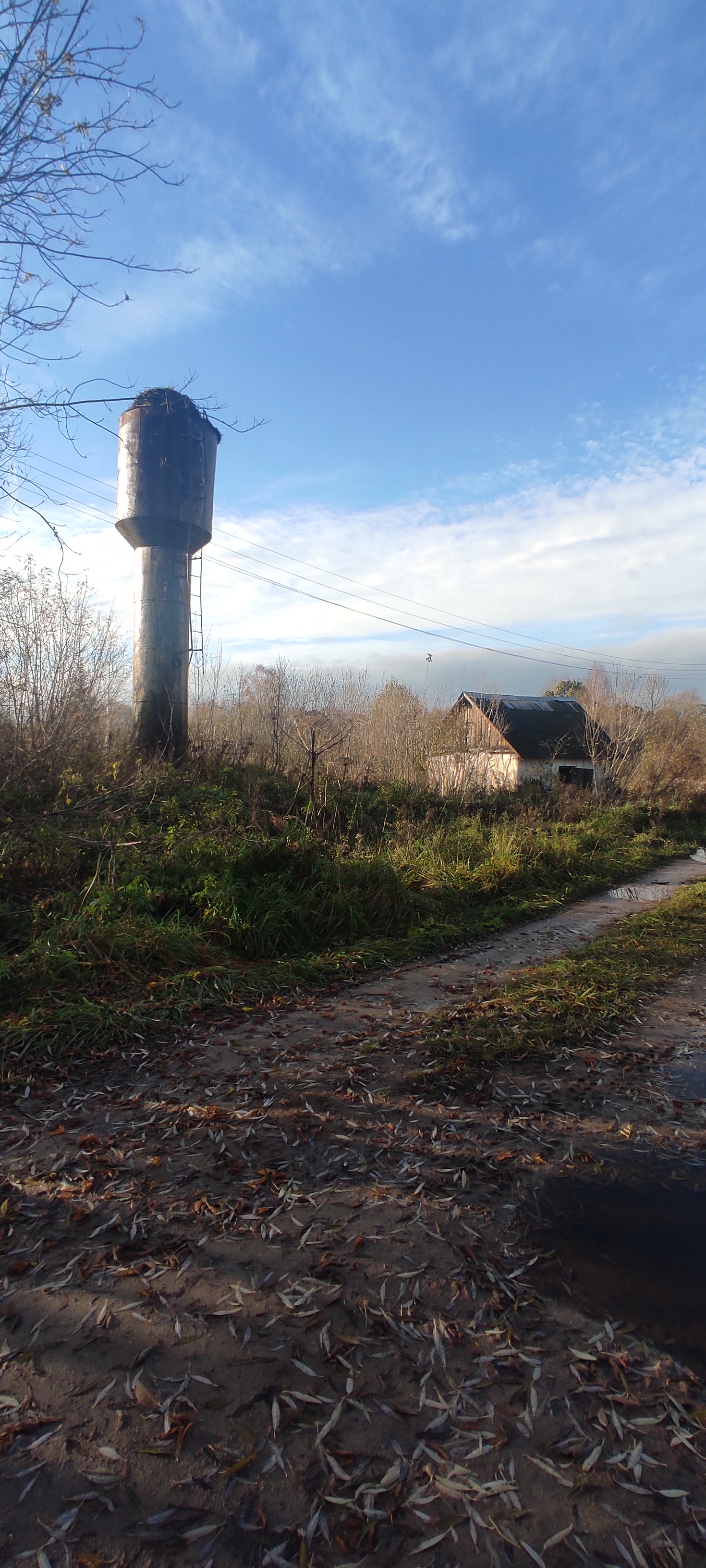
Водонапорная башня, расположенная в 30 метрах от фермы.